# Oplophorus-luciferina 2-monoossigenasi
La Oplophorus-luciferina 2-monoossigenasi è un enzima appartenente alla classe delle ossidoreduttasi, che catalizza la seguente reazione:
luciferina di Oplophorus + O2 ⇄ luciferina di Oplophorus ossidata + CO2 + hν
Si tratta della luciferasi proveniente dal gambero di mare profondo Oplophorus gracilorostris, un complesso composto da più di una proteina. La specificità dell'enzima è abbastanza ampia, con sia la celenterazina che la bisdeossicelenterazina che risultano essere buoni substrati.